# كاتب عدل
كاتب العدل هو شخص مرخص من الحكومة ومدرب للقيام بمهام قانونية، خصوصا تصديق توقيع الوثائق. يعمل في الدول العربية عادة داخل المحكمة نفسها، بينما في دول الأوروبية وغيرها يعمل من داخل مكتبه.
حددت المحكمة مهام كتاب العدل، حيث يقوم بنصح المراجعين وقراءة النصوص المرغوب تصديقها عليهم لاطلاعهم على عواقبها القانونية.

## اختصاص كاتب العدل
توثيق العقود والإقرارات الشرعية, وإصدار الصكوك المتعلقة بها وفق ما تقضي به الأصول الشرعية, ومن بين هذه العقود والإقرارات التي تختص كتابات العدل بتوثيقها، انتقال ملكية العقارات، والرهون وفكها، وعقود الشركات، وقبول المنح السكنية والزراعية، و الوكالات المبنية على الإقرارات، وفسخ الوكالة أو العدول عنها سواء من قبل الوكيل أو الموكل، والكفالة وفكها، و قسمة التراضي بين البالغين.